# 張漢 (正德進士)
張漢（？—1565年），字濯之，湖廣安陸州（今湖北省鍾祥市）人，軍籍，明朝政治人物。

## 生平
正德五年（1510年）庚午科湖廣鄉試舉人，九年（1514年）甲戌科二甲第七十三名進士。嘉靖四年（1525年）任江西贛州府知府，七年（1528年）調吉安府知府，十二年（1533年）升陝西布政使司右參政，十三年（1534年）三月任順天府府丞，十四年（1535年）十一月任都察院左僉都御史、巡撫甘肅，十八年（1539年）二月起復左僉都御史、巡撫順天，十九年（1540年）六月升戶部左侍郎、總督倉場兼理西苑農事，二十年（1541年）八月回戶部管事，十月奉命往山西賑濟，二十一年（1542年）正月兼理山西督餉大臣，二十二年（1543年）正月改任兵部左侍郎，二十三年（1544年）十月兼左僉都御史、總督北直隸河南山東軍務，其在任期間上選將、練兵、信賞、必罰四事，請求令大將得專殺偏裨，而總督亦得斬大將，致使軍法嚴明。明世宗不欲將權力下放給大臣，由此厭惡張漢。兵部則稱其言可以聽從。二十四年（1545年）三月考察拾遺，言官劾張漢剛愎，在鎮多不法事，被錦衣衛逮捕入詔獄，謫戍鎮西衛。此後數年邊疆有警報，御史陳九德舉薦，明世宗大怒，貶陳九德為民。張漢居戍所二十年，四十四年（1565年）卒。隆慶元年（1567年）贈兵部尚書。